# Сборная Антрима по гэльским играм
Сборная Антрима по гэльским играм, как орган управления — Антримский совет Гэльской атлетической ассоциации  или Совет графства Антрим при Гэльской атлетической ассоциации (англ. Antrim County Board of the Gaelic Athletic Association / Antrim GAA, ирл. Cumann Lúthchleas Gael Coiste Chontae Aontroma / CLG Coiste Chontae Aontroma), транслитерированное название Антрим ГАА — команда графства Антрим, выступающая в соревнованиях Гэльской атлетической ассоциации. Относится к числу 32 команд графств острова Ирландия, заведует развитием гэльских игр в графстве Антрим как на уровне отдельных команд, так и всего графства.

## Хёрлинг
Антрим является единственным графством, чья команда играла в финале Всеирландского чемпионата по хёрлингу: в 1943 году Антрим вышел в финал, переиграв сначала Голуэй со счётом 7-0 — 6-2, а затем и Килкенни со счётом 3-3 — 1-6, однако проиграл финал Корку. До этого, в 1947 году Антрим вышел в финал первенства дублёров Ольстера, проиграв Дауну. В 1945, 1993 и 1995 годах Антрим выходил в финал Кубка Ulster Railway.
С 1983 года начался прогресс благодаря игре клуба «Лохгил» и выступлению вратаря Ниалла Паттерсона, что привело к выходу в финал Всеирландского чемпионата 1989 года; в том же году благодаря игре Кирана Барра, члена первой сборной звёзд от Антрима, в финал клубного чемпионата вышел белфастский клуб «Росса». В полуфинале антримцы нанесли поражение Оффали со счётом 4-15 — 1-15, но в финале проиграли команде Типперэри. В 1991 году в полуфинале с разницей в два очка Антрим потерпел поражение от Килкенни. В 1995, 1996 и 2003 годах «Данлой» выходил в финалы всеирландского клубного чемпионата, однако все три раза проиграл (первый раз в переигровке, два последующих разгромно без переигровок).

### Достижения

#### Всеирландские турниры
- Обладатели Кубка Кристи Ринга[англ.]: 2006
- Чемпионы среди команд второго эшелона[англ.]: 1970
- Чемпионы среди дублёров[англ.]: 2002
- Всеирландские чемпионы среди школьников[англ.]: 1971
- Национальная лига хёрлинга[англ.]: чемпионы второго дивизиона (1956, 1970, 2003, 2020)
- Всеирландские чемпионы Б: 1978, 1981, 1982
- Обладатели Кубка Уолша[англ.]: 2006

#### Ольстер
- Чемпионы Ольстера[англ.]: 55 раз (1900/1901, 1903—1905, 1907, 1909—1911, 1913, 1916, 1924—1931, 1933—1940, 1943—1949, 1989—1991, 1993—1994, 1996, 1998—1999, 2002—2009, 2010, 2011, 2012, 2013, 2014, 2015[1])
- Чемпионы Ольстера среди молодёжи (до 21)[англ.]: 24 раза (1964—1967, 1970, 1972—1974, 1976, 1978—1982, 1988, 1989, 1991, 1992, 1994—1996, 1998—2000, 2002, 2006, 2009—2016[2])
  - Чемпионы Ольстера среди юниоров[англ.]: 56 раз (1931, 1933, 1935—1941, 1945—1956, 1958—1966, 1969, 1970, 1986—1988, 1992, 1993, 1995—1999, 2000—2015[3]
  - Чемпионы Ольстера среди дублёров[англ.]: 14 раз (1950—1955, 1957—1959, 1961, 1963, 1966, 1968, 1969)
  - Чемпионы Ольстера среди команд второго эшелона[англ.]: 5 раз (1966, 1967, 1969, 1970, 1973)

### Игроки сборной звёзд
- 1988: Киран Барр[англ.]
- 1989: Десси Доннелли[англ.], Олкан Макфетридж[англ.]
- 1991: Теренс Макнафтон[англ.]
- 1993: Пол Маккиллен[англ.]

## Гэльский футбол
В 1911 и 1912 годах Антрим стал первым графством, чья сборная дошла до финала Всеирландского чемпионата по гэльскому футболу, однако оба раза финал антримцы проиграли. Сам факт попадания Антрима в полуфинал Всеирландского чемпионата 1911 года стал неожиданностью: из-за болезни руководителя Ольстерского совета ГАА чемпионат не разыгрывался, и Антриму пришлось играть против Килкенни фактически без подготовки, однако сборная Антрима победила 3-1 — 1-1. В 1912 году полуфинал против Керри проходил в сильный дождь, что сказалось на результате — 3-5 — 0-2 в пользу Антрима (впрочем, сказался и опыт Антрима, который проводил чемпионат города с 1908 года).
В 1946 году Антрим заявил команду, которая считается одной из лучших в истории графства: благодаря отличной игре руками и двум голам в ворота в исполнении Джо Маккаллина Антрим победил сборную Кавана в финале чемпионата Ольстера, однако во всеирландском полуфинале антримцы проиграли Керри. Строительство и открытие стадиона Кейсмент Парк привело к скачку популярности игр в Белфасте, однако с конца 1960-е годы клуб стали сотрясать политические проблемы, вызванные межрелигиозным конфликтом: в 1969 году в результате теракта лоялистов погиб Дин Джо Макгроган, забивший несколько голов, выведших Антрим в финал всеирландского чемпионата до 21 года (Антрим победил в том розыгрыше). За год до этого также Антрим выиграл школьный всеирландский чемпионат, победив Голуэй (в 1971 году в финале проиграл Мейо). В 2000 году Антрим дошёл до полуфинала Всеирландского чемпионата, где проиграл Дерри; в 2008 году выиграл Кубок Томми Мёрфи, обыграв Уиклоу и взяв реванш за прошлогоднее поражение, а в 2009 году впервые за 31 год вышел в финал чемпионата Ольстера, проиграв Тирону.

### Достижения
- Всеирландские чемпионы среди школьников[англ.]: 1968
- Всеирландские чемпионы среди молодёжи (до 21)[англ.]: 1969
- Всеирландские чемпионы среди команд второго эшелона: 1999
- Обладатели Кубка Томми Мёрфи[англ.]: 2008
- Обладатели Кубка Эряхтаса[англ.]: 1946
- Обладатели Кубка доктора Маккенны[англ.]: 1941, 1942, 1945, 1946, 1966, 1981
- Обладатели Кубка доктора Лагана[англ.]: 1944, 1946, 1948
- Чемпионы Ольстера: 10 раз (1900, 1901, 1908, 1909, 1910, 1911, 1912, 1913, 1946, 1951[4])

### Игроки сборной звёзд
- 1971: Энди Маккаллин[англ.]
- 1980: Айзек Джеррард Карран

## Камоги

### История
Антрим является шестикратным всеирландским чемпионом и 10-кратным финалистом Всеирландского чемпионата. В 1908 году в графстве был основан первый клуб по камоги под названием «Банба», позже к нему присоединились клубы «Кроули», «Митчелл» и «Ардойн», но вскоре все они прекратили существование. Возрождение камоги состоялось в 1927 году, в 1934 году в Белфасте, юго-западном и северном Антриме существовали свои лиги. С 1945 по 1947 годы команда выиграла три Всеирландских чемпионата подряд благодаря отстранению Дублина, работе собственно дублинского тренера Чарли Макмэхона и двух финалах, сыгранных на стадионе Корриган Парк, что позволило считать Антрим «вотчиной камоги». На клубном уровне почти все ольстерские чемпионаты выигрывались белфастскими клубами «Дейрдре», «Сент-Малачис» и «Сент-Терезас» и командами «Данлой» и «Лохгил Шемрокс».
В 1956 году в полуфинале всеирландского чемпионата Антрим нанёс поражение Дублину, лишив его возможности выиграть 19-й подряд титул всеирландского чемпиона. В 2008 году клуб «О’Донован Росса» выиграл всеирландский клубный чемпионат, обыграв команду «Дром-Инч» со счётом 2-15 — 1-10. В 2010 году «Антрим» выиграл всеирландский чемпионат среди дублёров, обыграв Уотерфорд со счётом 2-12 — 0-12.
Среди выдающихся игроков выделяются член команды года Майрид Макатамни, игроки года Сью Кэшмен и Мэв Гилрой, попадавшая в символическую сборную Джейн Адамс, обладательница премии Gradam Tailte Жозефин Макклементс, звёзды всеирландского чемпионата Марджории Гриффин, Мэриан и Тереза Кирнс, Мэри О’Горман, Селия Куинн и Мэдж Рейни. Должность президента Ассоциации камоги занимали Розина Макманус, Нэнси Мюррей и Лили Спенс.
В 2010—2015 годах в графстве действовал план развития камоги под девизом «Наша игра, наша страсть» (англ. Our Game, Our Passion); к 2015 году планировалось создать пять новых клубов по этому виду спорта.

### Достижения
- Всеирландские чемпионы[англ.]: 6 раз (1945[англ.], 1946[англ.], 1947[англ.], 1956[англ.], 1967[англ.], 1979[англ.])
- Всеирландские чемпионы среди команд второго эшелона[англ.]: 2001, 2003
- Всеирландские чемпионы среди дублёров[англ.]: 1997, 2010[14][15][16][8][9].

## Женский гэльский футбол

### Достижения
- Всеирландские чемпионки среди дублёров[англ.]: 2009, 2012

## Победы клубов Антрима в клубных чемпионатах
- Всеирландский клубный чемпионат по хёрлингу[англ.]: 1983, 2012 (Лохгил Шемрокс)
- Всеирландский клубный чемпионат по хёрлингу среди дублёров[англ.]: 2014 (Кикэмс Крегган)
- Всеирландский клубный чемпионат по хёрлингу среди команд второго эшелона[англ.]: 2015 (О'Донован Росса)
- Всеирландский клубный чемпионат по гэльскому футболу[англ.]: 2010 (Нив Галл, Белфаст)